# Kardon
Kardon (en rus: Кардон) és un poble de la República de Buriàtia, a Rússia, segons el cens del 2010 tenia 164 habitants.